# Chieftec

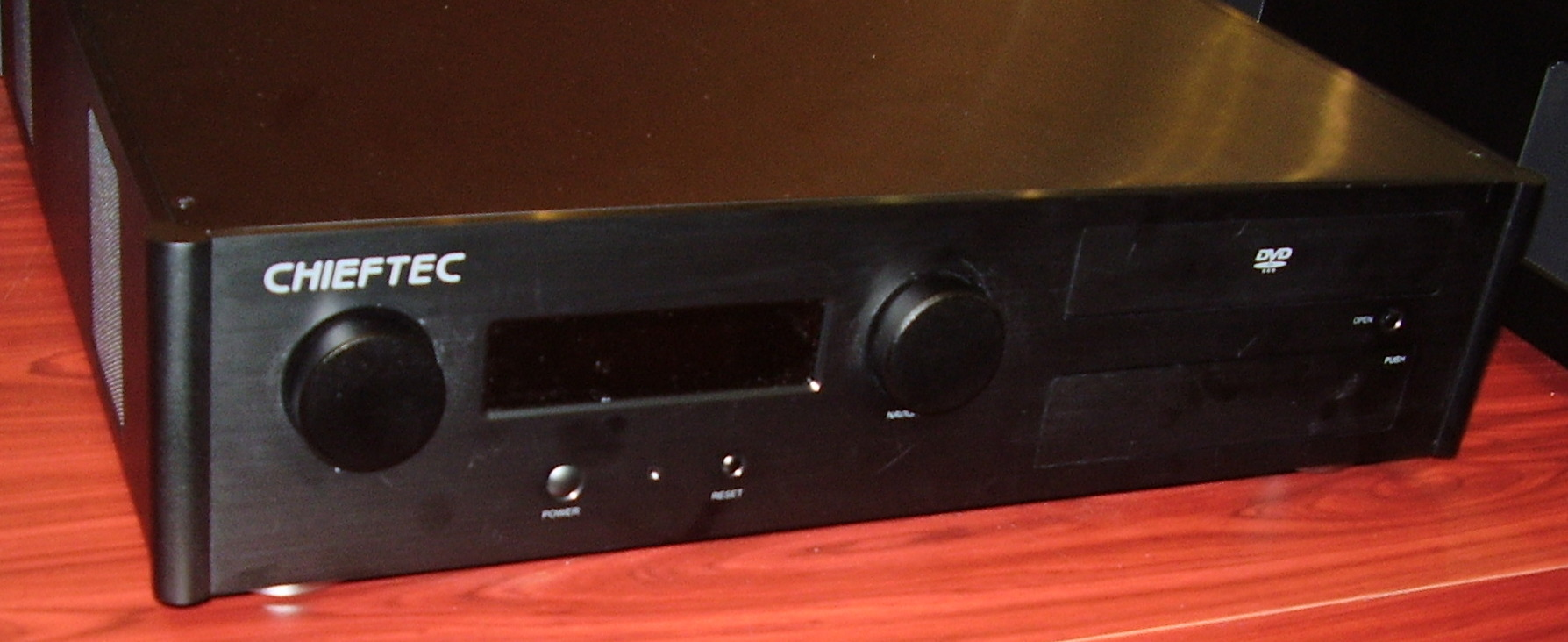
Chieftec Системний блок

Chieftec Industrial Co., Ltd. - компанія, заснована в 1994 році, що виробляє комп'ютерні корпуси і комп'ютерні блоки живлення.
Штаб-квартира компанії розташована в Тайвані, а виробничі потужності - в провінції Гуандун і Чжецзян у материковій частині Китаю.
Оскільки Європа є одним з основних ринків для Chieftec, компанія має основний офіс продажів в Німеччині.
Chieftec є лідером ринку комп'ютерних корпусів. У 2004 році компанія досягла частки ринку 9,7% з 5800 співробітників по всьому світу
Компанія представляла свою продукцію на виставках COMPUTEX 2014 та 2015, а також CeBIT 2015.